# Szcientológia

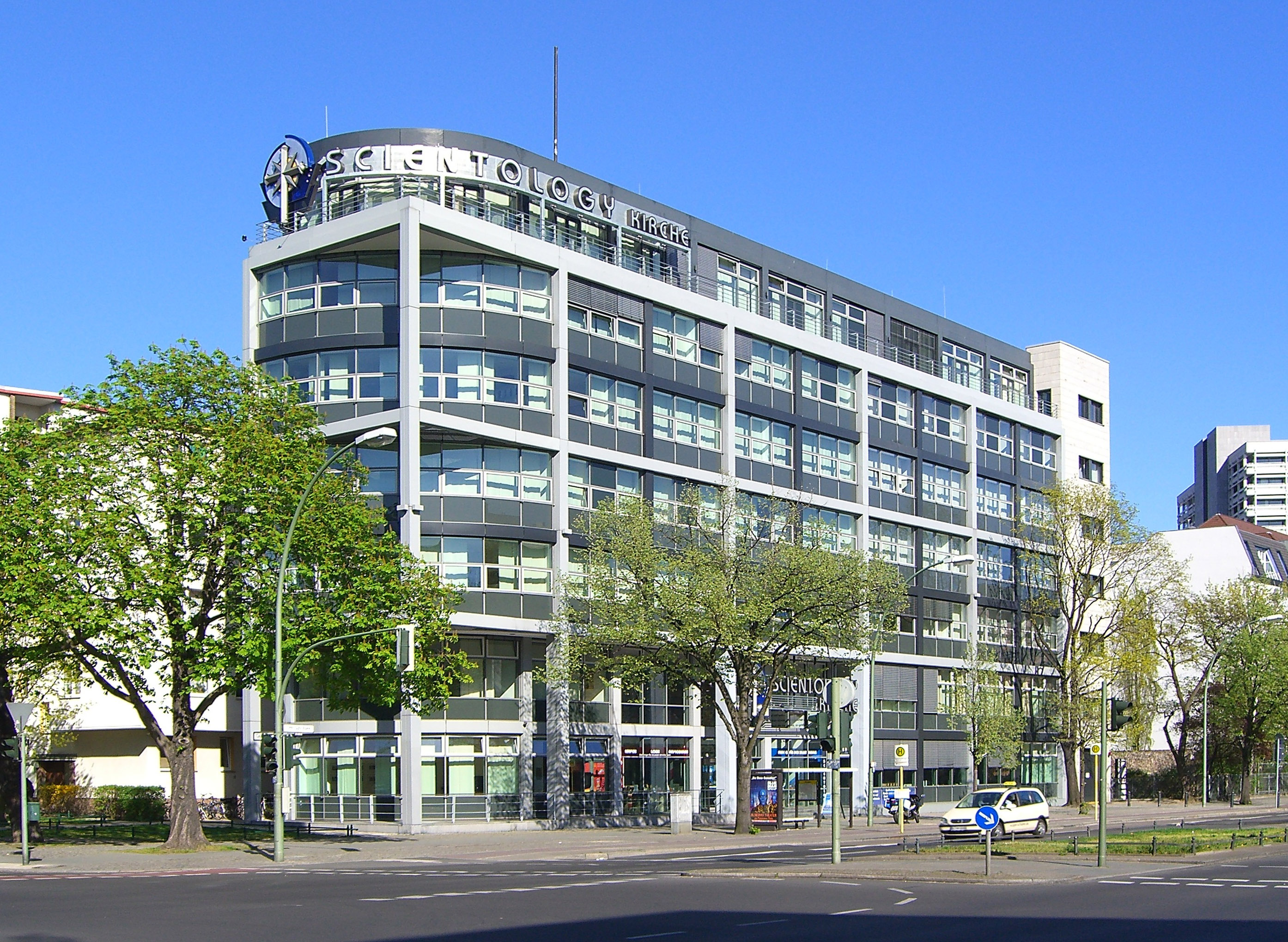
A szcientológia németországi központja Berlin-Charlottenburgban

A szcientológia az L. Ron Hubbard által kidolgozott elképzelések és hitek rendszere. Különféleképpen definiálják: (manipulatív) szektaként, üzleti vállalkozásként  vagy gnosztikus-típusú  új vallási mozgalomként. Egyes országok kereskedelmi vállalkozásnak, mások nonprofit vagy jótékonysági szervezetnek tekintik.
A 20. század közepén az életmódjavító filozófiaként indult rendszerhez Hubbard spirituális elemeket vezetett be. A Szcientológia Egyház 1954-ben jött létre  és a mozgalom hamarosan az Egyesült Államokon kívül is elterjedt. Az egyház saját hivatalos meghatározása szerint a szcientológia „egy olyan vallás, amely pontos utat kínál az ember valódi spirituális természetének teljes és biztos megértéséhez, valamint önmagához, az emberiséghez, minden életformához, az anyagi univerzumhoz, a spirituálishoz való viszonyához és a Legfelsőbb Lényhez”.
Az alapítója által dianetikának nevezett módszert hirdeti és tágabb értelemben az emberek természetével és az univerzumban elfoglalt helyével kapcsolatban, azt tanítva, hogy az emberek halhatatlan lények, akik elfelejtették valódi természetüket. Különféle tanfolyamokat és programokat kínál, a személyes és a spirituális fejlődés érdekében.
A Szcientológia Egyház szerint a 2020-as évek elején 167 országban több mint 11 000 egyházi szervezet, misszió és kapcsolódó csoportjuk található, követőinek számát pedig milliókban adja meg. A Nemzetközi Szcientológia Egyház székhelye az Egyesült Államokban, Los Angelesben található.
A modern kor egyik legvitatottabb új vallási mozgalma. Gyakorlatai, módszerei ellentmondások  és kritikák tárgyát képezik, különösen az agymosási és csalási technikák alkalmazása miatt, amelyek esetenként a pereskedésig jutnak.
A világ több országában, így Németországban, Franciaországban, Görögországban az elmúlt években különböző állami szintű fellépések történtek ellene. Néhány más országban, például az Egyesült Államokban, a Szcientológia Egyház adómentes vallási státuszt élvez, több éves pereskedés után.
A Magyarországi Szcientológia Egyház vallási egyesületként működik.

## Neve
A szcientológia szó a latin scio (jelentése: a szó legteljesebb értelmében vett tudás) és a görög logos (jelentése: valaminek a tanulmányozása) szavakból származik. Szó szerint a „tudásról való tudást” jelenti. A szcientológia önmagában annyit jelent, hogy „A szellem önmagával, az univerzumokkal és más életformákkal való viszonyának tanulmányozása és kezelése”.
A vallás megnevezésének helyesírása az OH.-val összhangban: „szcientológia” (kis kezdőbetű, a második „o” hosszú), az egyház a kiadványaiban a „Szcientológia” formát használja (nagy kezdőbetű, a második „o” hosszú). A „SZCIENTOLOGIA” szó (mindkét „o” rövid) pedig 1990-ben bejegyzett védjegy, aminek árujegyzékében nyomtatványok és szolgáltatások vannak felsorolva.

## A szcientológia bemutatása

### A szcientológia eredete
A szcientológia vallást L. Ron Hubbard alapította 1954-ben, az előzőleg megírt, de kevés ismertséget elérő tudományos-fantasztikus kalandregényeire építkezve.
L. Ron Hubbard kutatásait az élet alapvető hajtóerejének vélt megtalálásával kezdte. Ebből kiindulva az elme tanulmányozásával folytatta útját. Az elméről megismert adatokat és az elme javítására kidolgozott technológiáját a Dianetika: A szellemi egészség modern tudománya című könyvében adta közre 1950 májusában. A dianetika szó a görög dia (jelentése: át, keresztül) és a nous (jelentése: lélek) szavakból származik. A dianetikát így lehet meghatározni: amit a lélek tesz a testtel.
Állítása szerint az elme további kutatása és a technológia finomítása közben rátalált az ember spirituális énjére. Így már elsősorban nem az elmére, hanem az ember szellemi oldalára fordította figyelmét, s a módszert szcientológiának nevezte el.

### Hit és gyakorlat
A szcientológia elvei szerint:
- Az ember alapvetően jó.
- Az ember alapjában véve szellemi lény, akinek van elméje és van teste.
- Az ember mint szellemi lény életről életre szerzi tapasztalatait. A vallás hívei megtapasztalják, hogy a korábbi életek eseményei az egyén számára elérhetőek és feltárhatóak, tudatosíthatóak.

A szcientológia vallásban is vannak lelkészek, és van lelkészképzés. A lelkészségnek különböző fokozatai vannak, amelyek az alacsonyabb fokozat teljesítése után az anyagi feltételeket teljesítők számára elérhetőek. A lelkészeknek nem kell szüzességi fogadalmat tenniük, lehet családjuk.
A vallás gyakorlatában vannak közönségi szolgálatok, mint a prédikáció, illetve az ezt kiegészítő lelki gyakorlat. Vannak névadó, házasságkötési, temetési és lelkész felszentelő szertartások. Mivel nem keresztény egyház, ezért nem beszélhetünk keresztelőről, de az nincs a híveknek megtiltva, hogy megkereszteltessék a gyermeküket. A temetési szertartás inkább búcsúztató jellegű, mivel hívei hisznek a reinkarnációban.
A szcientológia egyház hívei nem élnek kábítószerekkel: ha korábban éltek ilyen szerekkel, akkor a tapasztalat azt mutatja, hogy felhagynak a fogyasztásukkal. Ez vonatkozik az alkoholra is. Az egyház kampányokat szervez a drogfogyasztás visszaszorítására. Magyarországon évente megrendezik a Drogmentes Magyarországért Maratont.
Híveitől nem követeli meg a házasságkötést, és nem ellenez egyetlen fogamzásgátlási módszert sem. A szexuális életet magánügynek tartja, a monogámia keretei között. Ellenzi az abortuszt, azt az élet elleni cselekedetnek tartja, kivéve, ha annak egészségügyi okai vannak (orvosilag indokolt). Házassági és partnerkapcsolati problémák, például hűtlenség esetén külön van ún. házassági tanácsadás. A hívek számára létezik válás, az egyház elismeri azt, és lehetőséget ad arra, hogy egy hívő a lezárt korábbi kapcsolata után új partnerkapcsolatot létesítsen.

### A szcientológia egyház
Az egyház felépítése hierarchikus. A hierarchia legalján a lakóhely szerinti csoportok vannak, amelyekből missziók alakulhatnak. A missziókból lelkészek képzésére felhatalmazott egyházközösségek, szervezetek válhatnak. A hierarchia magasabb részén az alacsonyabb vallási szolgáltatásokra épülő magasabb szintű szolgáltató egyházközösségek találhatóak. Ezt a hierarchia nyomon követhető a különböző tudatossági szintek elérését biztosító szolgáltatásokban is.

### Független csoportok
Lásd Szabadzóna.

### Központi bunker Új-Mexikóban
A BBC oknyomozó riporterei 2013 januárjában találták meg a szcientológia egyház titkos bunkerét Új-Mexikóban, minden lakott településtől távol. Az atomrobbanást is átvészelő bázisba csak az egyház legmagasabb rangú hívői nyernek belépést. Itt őrzik elmondások szerint, többek között az egyházalapító L. Ron Hubbard tanításait aranylemezekre vésve.

## Hitrendszere

### A szcientológia néhány alapgondolata
A szcientológia célja, hogy az embereket kiképezze, képesek legyenek rendet teremteni az életben, és megoldani a problémáikat. A szcientológia úgy véli, hogy amennyiben az egyént eljuttatják egy olyan helyzetbe, ahol növelni tudja képességeit – hogy jobban szembe tudjon nézni az életével, illetve könnyebben tudja kontrollálni élete tényezőit –, akkor olyan helyzetbe jut, ahol képes megoldani a problémáit, és ezáltal jobbá tenni saját életét. A magasabb szellemi szinten öntudatosabb, önálló értékrendű lesz. A szcientológia célja, hogy megfordítsa a csökkenő tudatosságot, és ily módon felébressze az egyént. Ahogy valaki egyre éberebbé válik, képességei megnövekednek, magasabb szinten érti meg az élet dolgait. Mint szellemi lény ezáltal egyre képesebbé válik arra, hogy legyőzze az őt gyengítő negatív tényezőket.

### Elméletei
A szcientológia (~ „Tudománytan” – „tudás tanulmányozása”) egy hit-, tanítás- és szertartásrendszer, melyet eredetileg filozófiaként 1952-ben L. Ron Hubbard alapított és „alkalmazott vallásos filozófiának” nevezett. A szcientológia egyház célja az ember számára a szellemi szabadság elérése. Nagy hangsúlyt helyeznek a szellemi tanácsadásra és rehabilitációra, a tagság tanúsága szerint Hubbard tanításai és technológiája felszabadította őket a kábítószerek, alkohol, depresszió, tanulási nehézségek, elmezavarok és más problémák fogságából.
A szcientológia egyik központi hite az, hogy a személy egy elmével és testtel rendelkező halhatatlan tudatos egység (melyet thetánnak neveznek), mely alapjaiban és lényegében jó. Szerintük az egyénnek olyan életet kell élnie, hogy folyamatos lelki és erkölcsi képzés, tudatosság és javulás által növelje egy jobb világ teremtésének hatékonyságát, hogy boldog legyen, és elérje a végső megszabadulás állapotát. Erre a célra sajátos módszereket dolgoztak ki, melyek lehetővé teszik, hogy az egyén elérhesse ezt az állapotot.
A szcientológia egyik legfontosabb alapelve: „az igaz, ami számodra igaz”. Ez a személyes integritás alapja. Tehát mindent saját adataid alapján neked kell kiértékelned, és ne függj mások véleményétől.
A szcientológia egy másik alapelve, hogy az élet három egymással kölcsönhatásban álló (lényegileg és alapvetően lelki) alapeleme a vonzódás (affinitás – Affinity), a megegyezésen alapuló valóság (realitás – Reality) és a kommunikáció (Communication). A kommunikációt mint gondolatok és tárgyak cseréjét határozza meg. Ez a három alapelem összessége adja ki a megértést. Hubbard ezt az angol rövidítés alapján „ARC” háromszögnek nevezte, és tanítása szerint a hívők ezt alkalmazzák életük javítására, ugyanis hitük szerint a háromszög egyik pontjának megemelése (javítása) a másik kettő növekedését is eredményezi.
Hubbard foglalkozott az elme tudatos és öntudatlan tevékenységeinek leírásával is. Szerinte az emberi elme két részből áll: az „analitikus elme” a pozitív, értelmes, logikus, a különbségekben gondolkodó egység, míg a „reaktív elme” inger-reakció elvén működik, és nem gondolkodik, abban az értelemben, hogy nem tesz a benne levő emlékek között semmilyen különbséget. Hubbard ez utóbbit tartja az egyén problémái gyökerének, és az emberiség embertelensége okozójának, és szerinte ezért vagyunk képtelenek tartós, virágzó és józan társadalmat építeni.
A szcientológia központi módszere az ún. „auditálás” (a latin audere = hallani szóból), ami négyszemközti beszélgetés az egyház által képzett auditorral (auditor = „az, aki meghallgat”). E beszélgetések során az auditor segíti az önmegismerési folyamatot, az elme reaktív részének kibontását, azaz azoknak az érzelmi töltéseknek, sajátos sérülési eseteknek, saját erkölcsi vétségeknek és a múlt rossz döntéseinek a feltárását, melyek az egyént olyan életbe zárják, ami nem teljesen az ő irányítása alatt áll. Az auditálás eredménye, hogy az egyén megszabadulhat azoktól a nemkívánatos érzésektől, vagy aggodalmaktól, amelyek károsan befolyásolták a korábbi életét.
Dorthe Refslund Christensen vallástudós azt állítja, hogy Hubbard terápiás és vallási elképzeléseinek megjelenítése – azaz a Dianetics és Scientology – azon az egyedülálló gondolaton alapszik, hogy „az ember boldogtalan, de lehet valamit tenni ezzel kapcsolatban.” A Dianetics: A szellemi egészség modern tudományának bevezető fejezete úgy mutatja be a Dianetics-et mint emberek törekvését, hogy „megtalálják az elme tudományát, amely nem csupán elkülöníti az élet közös nevezőjét, és a gondolat célját”, hanem azonosítja a „furcsa betegségek és aberrációk” egyetlen forrását is. Hubbard azt állítja, hogy minden korban és civilizációban két válasz létezett az emberi szenvedésre: a vallás és a varázslatot tartalmazó gyakorlatok. A modern pszichoterápia elektrosokkal és agyműtétekkel – Hubbard szavaival élve –„tehetetlen zombivá” teszi pácienseit. Állítása szerint a probléma megoldása a Dianetics.

### Istenképzet
A szcientológia az Istenben vagy istenekben való hitet személyes jellegűnek tartja, így nincs elfogadott véleménye, kinyilatkoztatása ebben a témában. A szcientológusok úgy gondolják, hogy a Legfelsőbb Lény természete minden egyén számára személyesen élhető át, ahogy az egyén tudatossága és lelki érzékenysége növekszik. Hisznek viszont egy általuk Thetának nevezett, általános életenergiában vagy életerőben, mely nemcsak hogy a fizikai univerzumon túl is, attól függetlenül létezik, de valójában a fizikai univerzum teremtője. Az élet mint jelenség pedig a szcientológia tanítása szerint ezen életerő (théta) potenciálja és a fizikai univerzum közötti kölcsönhatás eredménye.
A Xenu, a galaktika ura története fontos szerepet játszik az egyház mitológiájában, csak a szcientológia magasabb szintjét elérő, ún. OT III-as egyháztagok hallhatják. A mitológia szerint a gonosz Xenu 75 millió évvel ezelőtt az egész Galaxisból sok milliárd űrlényt fogdosott össze, lefagyasztotta és leginkább a mai DC–3-as típusú repülőgépekre hasonlító űrhajókkal a Földre hozta őket, s itt egy vulkánba dobta a lefagyasztott lényeket, a vulkánt pedig felrobbantotta egy hidrogénbombával. Az űrlények kiszabaduló lelkeit egy speciálisan e célra épített „lélekszívóval” fogta fel, majd a fogoly lelkeket „agymosásnak” vetette alá, s így engedte szabadon őket. Az űrlények lelkei, a „thetánok” később az evolúció során az emberi lényekben találtak otthonra.

### A mai kor kérdései
A szcientológia szerint senki nem képes felszabadítani magát szellemileg, mások felszabadulásának segítése nélkül, ezért sok társadalomjobbító szervezetet alapítottak. Vannak ilyen szervezeteik a kábítószer-függőség (Narconon, Együtt egy drogmentes Magyarországért Mozgalom, Magyar Prevenciós Alapítvány, Héliosz Alapítvány), a bűnözés (Criminon), az emberi jogok (Állampolgári Bizottság az Emberi Jogokért), a vallásszabadság, az oktatás és erkölcsi nevelés (ABLE) javítására.
A szcientológia nem foglalkozik sem a test egészének, sem egyetlen szervének (így az agynak sem) a gyógyításával és annak kóros állapotainak kezelésével, mivel a test gyógyítása kizárólag orvosi kérdés. A szcientológia az emberi lélekkel foglalkozik.

## A szcientológia kritikái

### A kritikusok álláspontja a szcientológiáról

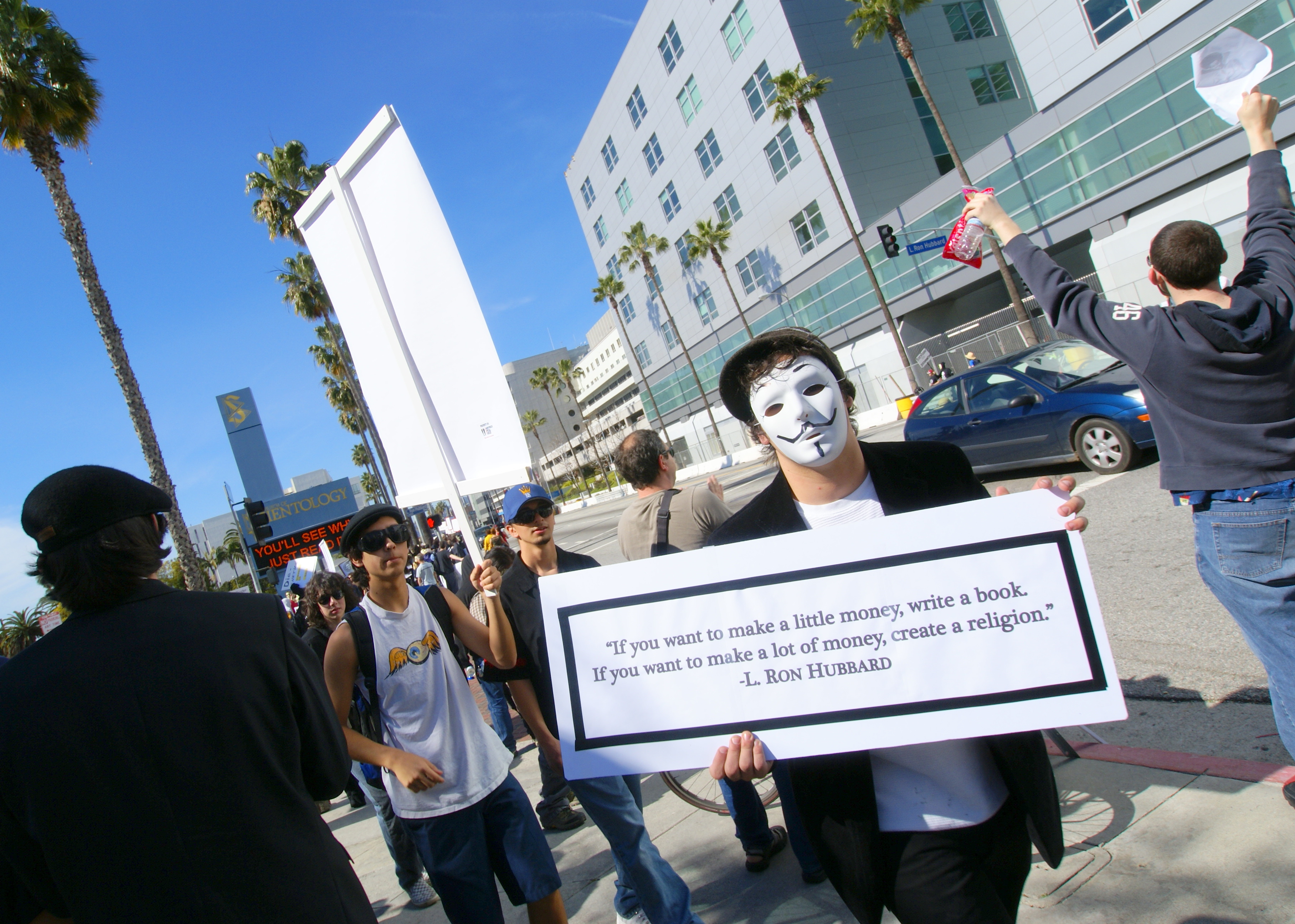
A szcientológia ellen demonstráló álarcos, Hubbard-idézettel: „Ha egy kis pénzt akarsz keresni, írj könyvet! Ha egy csomó pénzt akarsz keresni, alapíts vallást!”, 2008, Los Angeles

A kritikusok szerint azonban csak a pszichológiából, pszichoanalízisből „kölcsönvett” módszereik rendelkeznek tudományos alappal, módszereik többsége azonban általánosításokon, egyéni megfigyeléseken alapul, és merőben áltudományos.
Komoly kritikaként szokták megfogalmazni, hogy Hubbard többször is tett olyan kijelentéseket, melyek szerint a vallásalapítás jó anyagi befektetés. Ezek közül az egyik legismertebb az 1940-es évek végén egy New Jersey-i sci-fi-írótalálkozón hangzott el: Szavanként egy pennyért írni nevetséges. Ha valaki igazán szeretne egymillió dollárt keresni, annak a legjobb módja, hogy alapítsa meg a saját vallását. Nem sokkal ezután Hubbard megírta Dianetics: The Modern Science of Mental Health (Dianetika: A szellemi egészség modern tudománya) című művét, melyet a szcientológia alapkönyvének tartanak. Később az egyházakat érintő adókedvezmények kihasználása céljából megalapította a szcientológia egyházat.
Ma a szcientológia legfőbb képviselője a Nemzetközi Szcientológia Egyház (Church of Scientology International). Kritikusai szerint az egyház egyben üzleti szervezet is, bár ezt csak ritkán sikerült hitelt érdemlően bizonyítani. Németországban a mai napig nem működhet egyházként a szcientológia: egy korábbi bírósági határozat értelmében ott üzleti vállalkozásnak minősül a szervezet. A szcientológiai társaság hosszú történettel rendelkezik tanainak szerzői jogokkal való védelmében, ilyen ügyekben sok pert indított változó eredménnyel. A szervezet néha „erős eladási” technikákat alkalmaz arra, hogy tagjaitól adományokat kapjon. Pénzügyi erejének gyakori és rendszeres felhasználása miatt, melyet az egyházat támadó személyek elleni perekben használtak fel, számos kritikát kapott, melyek szerint nem követi a vallásokról kialakult hagyományos „szellemi” irányvonalat. További problémát jelent, hogy Hubbard többször is arra buzdította híveit, hogy a pereket elrettentésre, zaklatásra használják fel, ezzel elvéve a kritikusok kedvét a támadásoktól.
Komoly problémát jelent, hogy a szcientológia áltudományos módszerekkel dolgozik. Tanításaik, megfigyeléseik gyakran Hubbard saját megfigyelésein, általánosításain alapulnak, és sokban hasonlítanak a pszichoanalízis megfigyeléseihez, tanításaihoz (mely tanításokat a szcientológusok Hubbardnak tulajdonítanak). Érdekesség, hogy a pszichológia és pszichiátria eredményeit elvetik, áltudományosnak és veszélyesnek tartják, holott ezek megfelelnek a mai kor szigorú tudományos elvárásainak, míg az ő téziseik nem.

### Ismert kritikák
- A társszervezeteik vagy inkább fedőszervezeteik (reálisabb kifejezés az alábbiak miatt) gyakran nem vallanak színt az egyházzal való kapcsolatukról, később kész helyzet elé állítva a velük kapcsolatban levő embereket, illetve intézményeket, akik amúgy nem akarnának közösséget vállalni az egyházzal; tehát az egyház a nyílt kapcsolatfelvételtől az esetek nagy részében elhatárolódik.
- Alapvetően anyagias, a tagoknak az előrelépéshez drága tanfolyamokon kell részt venniük.
- Az egyház tagjainak meg kell adni (minél részletesebben) a maguk, hozzátartozóik és ismerőseik személyi adatait, magánéleti szokásaikat, amelyek kezelése adatvédelmileg aggályos, zsarolásra használhatók fel.[36]
- Cégek bekebelezése: „független” tanácsadóként és/vagy pénzügyi tanácsadói fedőszervezetként beszivárognak cégekbe a profit jelentős részéért cserébe, majd az egész céget kizárólag a saját módszereik szerint kezdik irányíttatni, a dolgozókat egyre jobban kihasználják és megalázzák, ha nem úgy haladnak, ahogy ők diktálnak. Akinek ez nem tetszik, vagy ellenszegül, azt különböző módszerekkel igyekszenek elhallgattatni, van, hogy halálosan megfenyegetik.[37]
- Hubbard magasabb szintű tanításai titkosak, ezek védelmében az egyház pereket indított és nyert. Az ellenzői a tanítások publikálásával próbálták bemutatni, hogy szerintük a tanítások mennyire felszínesek.
- Az egyház tagjai számára számos olyan módszer alkalmazását szorgalmazza, melyek társadalmilag vagy etikailag elfogadhatatlanok, mint amilyen mások teljes kihasználása, a cél érdekében való hazugságok, törvények hézagainak kihasználása.
- Hubbard dianetikai írásai, melyeken a szcientológia alapul, a pszichológusok, pszichiáterek szerint áltudományosak, bár ugyanezt állítják a szcientológusok is a pszichiáterek által használt tudásbázisról és tevékenységről. A pszichiátria szerint az egyház azért is kampányol ellenük, mivel a kezelt betegek labilis állapotából adódóan közülük könnyen szerezhet tagokat. Fontos adalék, hogy Hubbard nem egyszer házalt pszichiátriai intézeteknél a módszereivel, de sehol nem fogadták el a féltudományos elméleteit. A pszichiátriaellenesség innen is ered.
- Többen próbálják az egyházat megreformálni.[38]
- 1997. február 18-ai parlamenti felszólalás a szcientológia módszerei ellen.[39]
- 2007. február 12-én Mikola István parlamenti felszólalásában az Országos Pszichiátriai és Neurológiai Intézet bezárása kapcsán a szcientológia befolyásának növekedéséről beszél.[40]
- Több könyvet adott ki egy szerzőpáros a Szcientológiai Egyház tevékenységével kapcsolatban:
  - Dr. Veér András – Dr. Erőss László: Bolondok (űr)hajója – a szcientológia titkai
  - Dr. Veér András – Dr. Erőss László: Magyarország a szcientológia (pók)hálójában
  - Dr. Veér András – Dr. Erőss László: A szcientológia mocsarában
  - Dr. Erőss László: Pszichobiznisz Kontra Szcientológia
- Russel Miller Arcátlan messiás címmel jelentetett meg egy könyvet, amelyben a Szcientológia Egyházzal ellentétben nem egy idealizált, hanem egy kritikus életrajzot készített L. Ron Hubbardról[41]

### A katolikus egyház véleménye
Maga a szervezet és annak működése diktatórikus. Szabadságról beszélnek, de a gyakorlatban inkább gátolják azt, az ember identitását morálisan és szociálisan egyaránt szétrombolják. A szcientológia végcélja szerintem nem vallási, sokkal inkább gazdasági.

### A Lisa McPherson-botrány

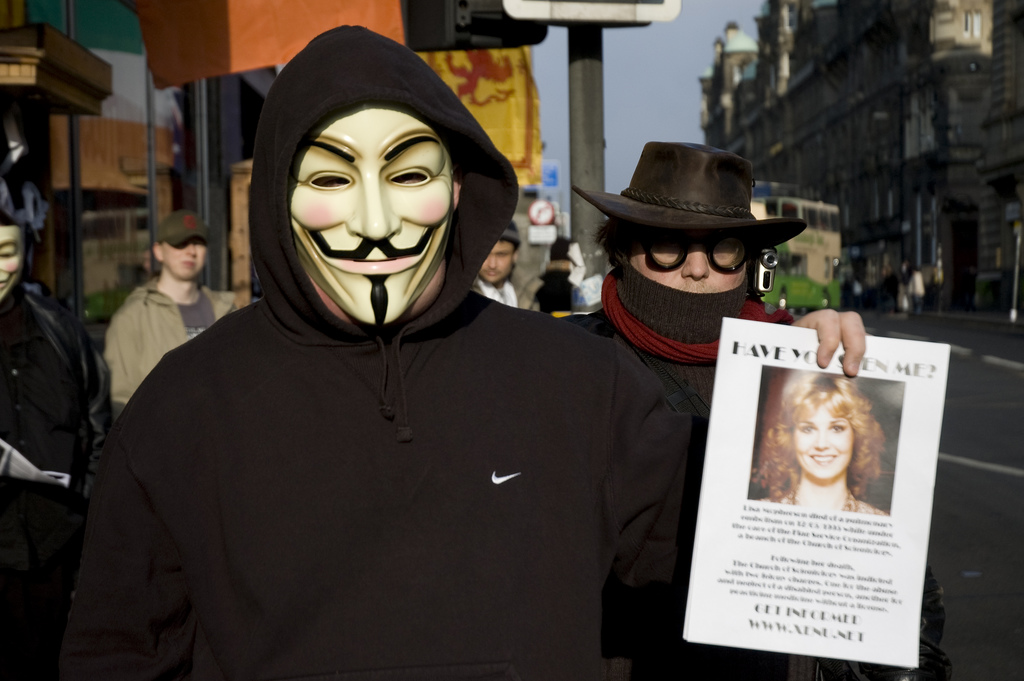
Guy Fawkes álarcos tiltakozó Lisa McPherson fényképét mutatja, 2008, Skócia

1995. december 5-én hunyt el Lisa McPherson, aki jelképes személyiséggé vált a szcientológia kritikusainak szemében. A 36 éves, texasi születésű nő a floridai Clearwater városában, rejtélyes körülmények között halt meg. Halálának idején a szcientológia egyház kezelésében állt. Eredetileg az egyházat két bűncselekménnyel vádolták ezzel kapcsolatban, és a botrány több tüntetést indított el Floridában. A vádakat később ejtette a bíróság. A szcientológia egyház a McPherson család által indított bírósági pert tárgyaláson kívül rendezte. A megegyezésről sem az egyház, sem a McPherson család nem nyilatkozott.
Lisa McPhersonon kívül 4 ember halálát talán kapcsolatba lehet hozni a szcientológia egyházzal:
- 2005. május 6-án lett öngyilkos Horváth István[43]
- 1990. május 11-én lett öngyilkos Noah Lottick
- 1998. március 13-án, L. Ron Hubbard születésnapján lett öngyilkos Philip Gale(wd)
- Elli Perkins(wd) szcientológus, akit szkizofrén fia ölt meg 2003. március 13-án.

### A BBC-botrány
A BBC a Panorama c. műsorához készített anyagot az egyházról, amikor az egyik felvétel alatt John Sweeney riporter elveszítette önuralmát, és magából kikelve üvöltözni kezdett a riportalanyokkal. A tévécsatorna ezért a riportert megrovásban részesítette. Sweeney úgy indokolta kirohanását, hogy „Ez volt a hetedik napom a szcientológusokkal, és eldurrant az agyam”. Válaszul a szócikk tárgyát képező egyház munkatársai feltették a YouTube videomegosztó portálra a botrányos felvételt, sőt DVD-t is kiadtak, amelyen az egyházuk elleni ellenséges kampány részeként magyarázzák a történteket. Sandy Smith a Panorama c. tévéműsor szerkesztője visszautasította a vádakat, és azzal magyarázta a szcientológusok reakcióját, hogy „L. Ron Hubbard, az egyház alapítója, halála előtt úgy rendelkezett, hogy bárki, aki ellenzi a szcientológia tanait, szabad prédának számít, és jogosan átverhető, perelhető és elpusztítható, írja a telegraph.co.uk. Smith szerint ebből tisztán látszik az egyház rágalmazási szándéka”.
Sweeney-t az egyházzal kapcsolatos kutatásai közben folytonosan megfigyelték, és következetesen elutasították. A kirohanásáért később elnézést kért, bár addig a pontig egyetlen értékelhető információt sem kapott az egyház hivatalos reprezentánsától. Az idegességét fokozta a környezet is, a Pszichiátria: A Halálipar Múzeum, ahol a kiállított anyagok a pszichiátereket tették felelőssé a Holokausztért.

### A Paulette Cooper-ügy
Paulette Cooper amerikai származású írónő, aki szinte életre szóló botrányba keveredett az egyházzal. Szó szerint botrányba, mivel az oka a konfliktusnak egy általa írt könyv az egyházról, ami a The Scandal of Scientology címet viseli. Ez a könyv 1971-ben látott napvilágot, és az egyház módszereit és hitrendszerét kritizálta. Az egyház reakciója megfigyelés és sokszor halálos megfélemlítés volt, ami akkor részét képezte az „Operation Freakout” nevű stratégiai tervüknek; ez alapvetően Cooper „bebörtönöztetése egy elmegyógyintézetbe vagy fegyintézetbe, vagy legalábbis olyan kemény akadályozása, hogy befejezze a támadásait”. Az „Operation Dynamite” nevű hadműveletével az egyház hamis fenyegetőleveleket küldött Cooper írógépéről magának az egyháznak, felhasználva az ujjlenyomatait és a papírjait. Egy 1977-es FBI-razzia során előkerültek az ezen ügyletekről szóló dokumentumok, levelek. További terveket is találtak olyan témájú fenyegetőlevelekről, amelyek Henry Kissingernek szóltak volna, de az elküldésükre már nem került sor. Egy videó a híres, 1982-es tanúvallomásáról: 
Végül a hosszú és megalázó Cooper elleni bűntettek és jogi meghurcoltatások sikertelenségei miatt 1986-ban az egyház beleegyezett a peren kívüli megállapodásba azzal a feltétellel, hogy Cooper ejti az összes vádat az egyházzal szemben.
Kommentár nélkül: egy 1967-es  és egy 1974-es  kép az írónőről.
Végül is Paulette Cooper szerencsésen került ki az egyház hajtóvadászatából, és a mai napig nyugalomban él, távol „Pandóra szelencéjétől”.
Ide kattintva: más esetek, ahol hivatalosan bűnösnek ítéltek egyházi személyeket vagy az egyházat.

### Jogi helyzete Franciaországban
- Franciaországban 2009 őszén nem jogerősen 600 000 euróra büntették az egyház két helyi szervezetét a hívek anyagi tönkretétele, valamint gyógyhatásúnak mondott szerek engedély nélküli forgalmazása miatt, és a két szervezet csak azért kerülte el a feloszlatást, mert a bíróság veszélyesebbnek tartotta volna, ha tevékenységüket illegalitásban folytatják.[47]

## A szcientológia és az internet
A Nemzetközi Szcientológia Egyház maga is számos honlapot tart fenn, ugyanakkor vezetői jelentős erőfeszítéseket tettek annak érdekében, hogy leküzdjék az interneten fellelhető, egyre növekvő mennyiségű ellenük irányuló kritikát (visszaélésekről szóló gyanúsításokat és tanításaik „gyengéinek” kiteregetését). Az egyház azt állítja, hogy ő csak a szerzői jogi védelem alatt álló dokumentumait és publikációit az interneten szabálytalanul terjesztők ellen, jogos érdeke védelmében lépett fel. A Nemzetközi Szcientológia Egyház kiadott egy cikket A szólásszabadság veszélyben a Kibertérben címmel, a kritikusai mégis azt állítják, hogy éppen az Egyház küzd a szólásszabadság ellen.
1995 januárjában Helena Kobrin, a szcientológia egyház ügyvédje megpróbálta bezáratni az alt.religion.scientogy Usenet hírcsoportot, a Usenet szervereknek küldött egy olyan üzenetet, amelyben felszólította őket a csoport törlésére. Kobrin és az egyház ezenkívül pereket is kezdeményezett a hírcsoportra a szcientológia jogvédett anyagai részleteit felküldők ellen, és elérte, hogy a rendőrség lefoglalja többük számítógépét. Ez a tevékenység viszont éppen a várttal ellentétes hatást váltott ki, hiszen csak még több „kívülálló” internet-felhasználót késztetett arra, hogy megpróbáljanak közelebbről megismerkedni a szcientológia ügyeivel.
1996 közepétől jó néhány évig a hírcsoportot egy másfajta támadás is érte: valakik több százezernyi levélszemetet (spamet) küldtek fel a hírcsoportra. Bár az egyház se nem cáfolta, se nem ismerte el, hogy ők állnak e tevékenység mögött, az ügy szálai sokak szerint az egyház tagjaihoz vezettek.
Az egyház válaszul e kritikákra egy olyan közleményt adott ki, melyben azt állította, hogy lépései valójában a gyűlöletbeszéd és igaztalan vádak elleni támadások voltak, és ebben a közleményben számtalan olyan esetről tett említést, amelyben az egyházat atrocitás érte.
Az egyház kezdeményezésére több országban több internetszolgáltatót is akár hetekre működésképtelenné tettek azért, mert azok lehetővé tették ügyfeleiknek az egyházra nézve kedvezőtlen anyagok (jogszerű) publikálását. Az egyház ügyvédei az 1996 után eltelt 10 évben is folyamatos fenyegető leveleket küldtek azoknak, akik titkos anyagaikat vagy azok kritikáját jogszerűen publikálták, és nagyobb célcsoportok ellen a helyi rendőrséget vagy politikai nyomást alkalmaztak a „leleplező” anyagok eltüntetésére.
2008 januárjában került ki Tom Cruise videója, melyben kifejti, hogy mennyire kivételes helyzetben van az, aki tagja lehet az egyháznak. Szerinte a szcientológia tanaival és módszereivel segíteni lehet a drogfüggőknek és a visszaeső bűnözőknek. Sőt, talán még a világbéke sem elérhetetlen. Úgy véli, az egyház vezetője, David Miscavige ugyanolyan fontos személy, mint a pápa. A videó néhány éve készült, szigorúan belső használatra. A klipet vélhetően azután forgatták, hogy Cruise magas szcientológus kitüntetést vehetett át. A szcientológia egyház követelésére a felvételt több videomegosztó-webhelyről eltávolították, ennek ellenére mind a mai napig megtekinthető sok helyen.
Mint sok más szervezet, a szcientológia egyház is felhasználja a közösségi oldalakat tanai hirdetésére.
Az angol Wikipedia letiltotta az összes olyan szerkesztési kísérletet, amely a szcientológia egyház és a hozzá kapcsolódó szervezetek tulajdonában lévő IP-címekről érkezik. Az angol Wikipédia bizottságának döntése szerint a szcientológiához köthető IP-címeket úgy kezelik, mintha nyílt proxyk volnának. Néhány IP-cím mögül szcientológus felhasználók csoportja szerkesztgette a szcientológiával kapcsolatos cikkeket, és csak azokat. A szcientológus szerkesztők folyamatosan, agresszíven javítgatták a vallásukról szóló bejegyzéseket, eltávolították a mások által írt kritikai észrevételeket, vitalapjukon fenyegették a szerkesztőket. Ez több ponton és rengeteg alkalommal megsértette a Wikipedia.org felhasználási feltételeit.

## Neves személyek
A szcientológiával kapcsolatba került neves személyek

### Híres tagok
- Kirstie Alley, színésznő
- Anne Archer, színésznő
- Jennifer Aspen, színésznő
- Beleznay Endre, színész
- Catherine Bell, színésznő
- Karen Black, színésznő
- Sonny Bono, zenész, politikus
- Nancy Cartwright, szinkronszínésznő
- Kate Ceberano, színésznő, zenész
- Erica Christensen, színésznő
- Chick Corea, zenész
- Tom Cruise, színész
- Bodhi Elfman, színész
- Jenna Elfman, színésznő
- Richard Elfman, író és rendező
- Leisa Goodman
- Kenton Gray, autó- és motorkerékpárversenyző
- Isaac Hayes, zenész és színész
- Mark Isham, zeneszerző
- Chaka Khan, énekesnő
- Aaron Kyro, profi gördeszkás
- Jason Lee, színész
- Juliette Lewis, színésznő
- Peter Medak, filmrendező
- Elisabeth Moss, színésznő
- Michael Peña, színész
- Bijou Phillips, színésznő
- Laura Prepon, színésznő
- Priscilla Presley, színésznő
- Kelly Preston, színésznő, John Travolta felesége
- Giovanni Ribisi, színész
- Billy Sheehan, basszusgitáros
- Ethan Suplee, színész
- John Travolta, színész

### Híres exszcientológusok
- Larry Anderson, amerikai színész
- Beck, amerikai zenész
- Jason Beghe, amerikai színész
- Tory Christman
- Michael Fairman, amerikai színész
- Paul Haggis, amerikai rendező
- Katie Holmes, amerikai színésznő
- Charles Manson, amerikai bűnöző, szektavezér
- Lisa Marie Presley, amerikai zenész, Elvis Presley lánya
- Leah Remini, amerikai színésznő

### Hivatalos lapok
- Mi a szcientológia? Archiválva 2006. február 5-i dátummal a Wayback Machine-ben
- Budapesti Szcientológia Egyház
- Szcientológia Egyház Budapest – Információs oldal Archiválva 2017. december 14-i dátummal a Wayback Machine-ben
- Religious Technology Center Archiválva 2007. november 12-i dátummal a Wayback Machine-ben
- Szcientológia missziók
- Szcientológia Videógaléria
- Szcientológia Archiválva 2008. június 23-i dátummal a Wayback Machine-ben Egyház Debreceni Misszió Honlapja
- Szcientológia Egyház Kalocsai Misszió honlapja Archiválva 2015. augusztus 1-i dátummal a Wayback Machine-ben

### A szcientológiát támogató lapok
- szcientologia.lap.hu
- Guinness Világrekord oklevél L. Ron Hubbard részére Archiválva 2006. június 23-i dátummal a Wayback Machine-ben
- Szcientológia hírek avagy érdekességek a szcientológia hírek -ben
- Szcientológia tévhitek cáfolata blog

### Kritika

#### Magyar nyelven
Egy kritika az egyház véleményéről:
- Tisztelt Szcientológiai Egyház!

Egy hivatkozásgyűjtemény:
- Kisebb gyűjtemény a szcientológia rejtelmeiből

Egy újabb linkgyűjtemény:
- antiszcientológia Archiválva 2017. október 16-i dátummal a Wayback Machine-ben
- Önnek kötelezően áll jogában belépni – Hogyan gyűjt bizalmas személyes információkat a Szcientológia Egyház? Archiválva 2005. július 6-i dátummal a Wayback Machine-ben (Népszabadság online)
- Agyhatalom Archiválva 2009. február 4-i dátummal a Wayback Machine-ben, Heti Válasz, 7. évfolyam 32. szám, 2007. augusztus 9., A száz legbefolyásosabb magyar szcientológus (1. rész)
- antiszcientológia linkek
- Nincs elmebaj? Kész elmebaj! (Népszabadság online)
- A Xenu röpirat (The Xenu Leaflet)
- hun.vallas.szcientologia hírcsoport (Szcientológia pro és kontra)
- Magánbeszélgetés Juszt Lászlóval a szcientológiáról (videó) Archiválva 2007. július 4-i dátummal a Wayback Machine-ben
- Lugosi Győző: Szekták, kultuszok, új vallási mozgalmak… Archiválva 2007. szeptember 27-i dátummal a Wayback Machine-ben
- http://www.freeweb.hu/scientology/index.html
- http://www.control-program.com
- Szcientológia: objektíven és szubjektíven
- A rémálom okozója: a szcientológia
- Anonymous kalandjai
- Anonymous fórum Archiválva 2008. december 18-i dátummal a Wayback Machine-ben
- Anonymous Hungary

#### Videók
- Videó a biztonsági személyzetről
- Paródia a hitterjesztésükről
- Iskolai kiselőadás
- Egy interjú
- Tory Christman tiltakozó videóklipje
- Tory beszéde egy szkeptikus és humanisztikus konferencián (1. rész)
- TV5 adása az egyháznak a pszichiátriák ellen indított támadásáról
- Egy amatőr videó az emberiség szcientológia-szerinti történetéből